# 施莱特海姆龙属
施莱特海姆龙（取自化石发现地）是一属已灭绝的蜥脚形类恐龙，来自瑞士克莱特高组的格鲁哈尔德段，模式种舒氏施莱特海姆龙（Schleitheimia schutzi）于2020年正式命名。

## 发现与命名
正模标本由埃米尔·舒茨（Emil Schutz）在1952年至1954年之间收集，并于1955年捐赠给苏黎世大学。1986年，彼得·加尔东对大多数材料进行叙述，并将它们全部归类于恩氏板龙（Plateosaurus engelhardti）。
2020年，奥利弗·劳赫（Oliver Rauhut）、费姆克·霍维达（Femke Holwerda）和海因茨·富勒（Heinz Furrer）重新叙述了舒茨收集的大部分遗骸、沙夫豪森阿勒赫利根博物馆（Museum zu Allerheiligen）保存的一些标本以及2016年由霍维达带领发现的新材料。他们发现，之前发现的遗骸代表了一个新的属种，并命名为舒氏施莱特海姆龙，以表彰该物种的发现者，然而，该物种的叙述论文中并未提及2016年的发现。舒尔茨在Hallau-Schwärzibuck附近发现的另一部分化石被认为代表了另一个新的分类单元，但仍未命名。
正模标本是PIMUZ A/III 50，发现于诺利阶的克莱特高组，由部分右髂骨组成。发现于同一地区的其他几块骨头被指定为副模标本，因为二者在形态上是一致的，所以叙述者将它们全都分配至同一分类单元，即使它们并非来自同一个体。

## 叙述
施莱特海姆龙的正模标本显示出多个獨有衍徵，即独特的衍生特征：胯骨片上有一个宽而圆的嵴，其末端是髂骨上一个较大的圆形扩展；髂骨的第四旋转子非常坚固；股骨的胫腓嵴宽阔，外侧没有向后延伸的轴。